# Copidosoma nocturnum
Copidosoma nocturnum är en stekelart som beskrevs av Sharkov 1985. Copidosoma nocturnum ingår i släktet Copidosoma och familjen sköldlussteklar. Inga underarter finns listade i Catalogue of Life.